# Lepo Sumera
Lepo Sumera (Tallinn, 8 de maio de 1950 – Tallinn, 2 de junho de 2000) foi um compositor estoniano e soviético.
Filho de Ando, engenheiro, e Mary Sumera, designer têxtil, estudou acordeom entre os 7 e os 14 anos. Entre 1964 e 1968 estudou regência coral e composição com  Veljo Tormis e, de 1968 a 1970, com o prestigiado professor Heino Eller, na Academia de Música Estoniana (então Conservatório de Tallinn). Depois da morte de Eller (1970) passou a estudar com Heino Jürisalu, graduando-se em 1973. 
Em 1972, casou-se com a pianista Kersti Einasto. O casal teve duas filhas (nascidas em 1977 e 1987) e um filho (nascido em 1984).
Entre 1978 e 2000 ensinou composição e orquestração na Academia de Música Estoniana. Fez pós-graduação no Conservatório de Moscou (1979-1982) com o professor Roman Ledenev. 
De 1988 a 1992 foi Ministro da Cultura da Estônia, sendo que a independência da Estônia foi restaurada em 1991. A censura foi abolida. Aumentou a cooperação cultural com outros países, e a Estônia tornou-se membro de pleno da UNESCO. Apesar das dificuldades financeiras do país, durante o período em que exerceu o ministério, as instituições culturais estonianas foram totalmente reorganizadas. Sumera também foi fundamental para a organização das Jornadas Europeias Culturais em Karlsruhe, na Alemanha, de 4 abril a 31 maio de 1992, dedicadas à cultura estoniana.
Sumera foi um admirado sinfonista e um pioneiro na música eletroacústica e computadorizada. Escreveu seis sinfonias, numerosos trabalhos para teatro e cinema e uma grande variedade de  peças de câmara. A música de Lepo Sumera foi executada na maioria dos países europeus, assim como nos EUA, Canadá, Japão e Austrália.
O compositor morreu pouco depois de completar 50 anos, em consequência de um ataque cardíaco.

## Discografia parcial
- Symphonies no 1, 2 & 3, Paavo Järvi (BIS)
- Symphonie no 4, Musica Tenera, Concerto para piano, Paavo Järvi (BIS)
- Symphonie no 5, música para orquestra de câmara, In memoriam, Paavo Järvi (BIS)
- Symphonie no 6, Concerto para violoncelo, música profana, Paavo Järvi (BIS)
- To Reach Yesterday, Reval Ensemble & Pille Lill, Marje Lohuaru (Megadisc Classics)
- Mushroom Cantata e outras obras corais, Tõnu Kaljuste (BIS)
- The piece from the year 1981[5]